# Clara Antoons
Clara Antoons (* 8. September 1996) ist eine französische Schauspielerin.

## Leben und Karriere
Antoons wurde am 8. September 1996 geboren. 2015 begann sie ein Jurastudium in der Île-de-France. Von 2017 bis 2020 absolvierte sie eine Schauspielausbildung an der École Claude Mathieu in Paris. Ihr Debüt gab sie 2013 in einer Folge in Candice Renoir. Anschließend bekam sie 2022 in dem Film Maigret eine Hauptrolle. März 2023 war Antoons Mitglied der Jury bei der 33. Ausgabe des Festivals Mamers en mars. Im selben Jahr spielte sie in der Serie Dans l’ombre die Hauptrolle.
Neben ihrer Tätigkeit in Film und Fernsehen ist Antoons auch im Theater aktiv. Sie wirkte unter anderem in den Stücken Sixtine, Cœr de Kraken und Les Fleurs de Macchabée mit.

## Filmografie

### Filme
- 2016: Camping 3
- 2022: Maigret
- 2025: Le Jour où le Titanic

### Serien
- 2013: Candice Renoir
- 2017: Crimes Haute Couture
- 2017: Nina
- 2021: Cassandre
- 2021: Munch
- 2022: Police de caractères
- 2023: Dans l’ombre
- 2024: Meurtres au Puy-en-Velay

## Theater
- 2018: Scud
- 2019: La Résistible Ascension d’Arturo Ui
- 2021: Pigment.s
- 2021: Sixtine
- 2023: Roberto Zucco
- 2023: Les Fleurs